# Walter Fähnders
Walter Fähnders (* 11. Juni 1944 in Nordhorn) ist ein deutscher Germanist und Literaturwissenschaftler.

## Leben
Nach Studium und Promotion an der FU Berlin (1963–1974) und der Habilitation 1986 an der Universität Osnabrück lehrte er an den Universitäten FU Berlin, Bielefeld, Karlsruhe, Klagenfurt und Osnabrück. Von 2003 bis 2006 war er Koordinator des VW-geförderten Projektes Die Blicke der Anderen. Reisen zwischen den Metropolen Berlin, Paris und Moskau in der Zwischenkriegszeit. Als außerplanmäßiger Professor und Lehrbeauftragter ist er an der Universität Osnabrück tätig.
Seine Forschungsschwerpunkte sind Literatur der Moderne (1880–1933), besonders der Weimarer Republik, Europäische Avantgarde sowie Literatur und Kultur sozialer Bewegungen.

## Schriften (Auswahl)
- Proletarisch-revolutionäre Literatur der Weimarer Republik. Stuttgart 1977, ISBN 3-476-10158-4.
- Anarchismus und Literatur. Ein vergessenes Kapitel deutscher Literaturgeschichte zwischen 1890 und 1910. Stuttgart 1987, ISBN 3-476-00622-0.
- Avantgarde und Moderne 1890–1933. Lehrbuch Germanistik. Stuttgart 2010, ISBN 978-3-476-02312-4.
- Projekt Avantgarde. Avantgardebegriff und avantgardistischer Künstler, Manifeste und avantgardistische Arbeit. Bielefeld 2019, ISBN 3-8498-1310-X.